# テクタイト

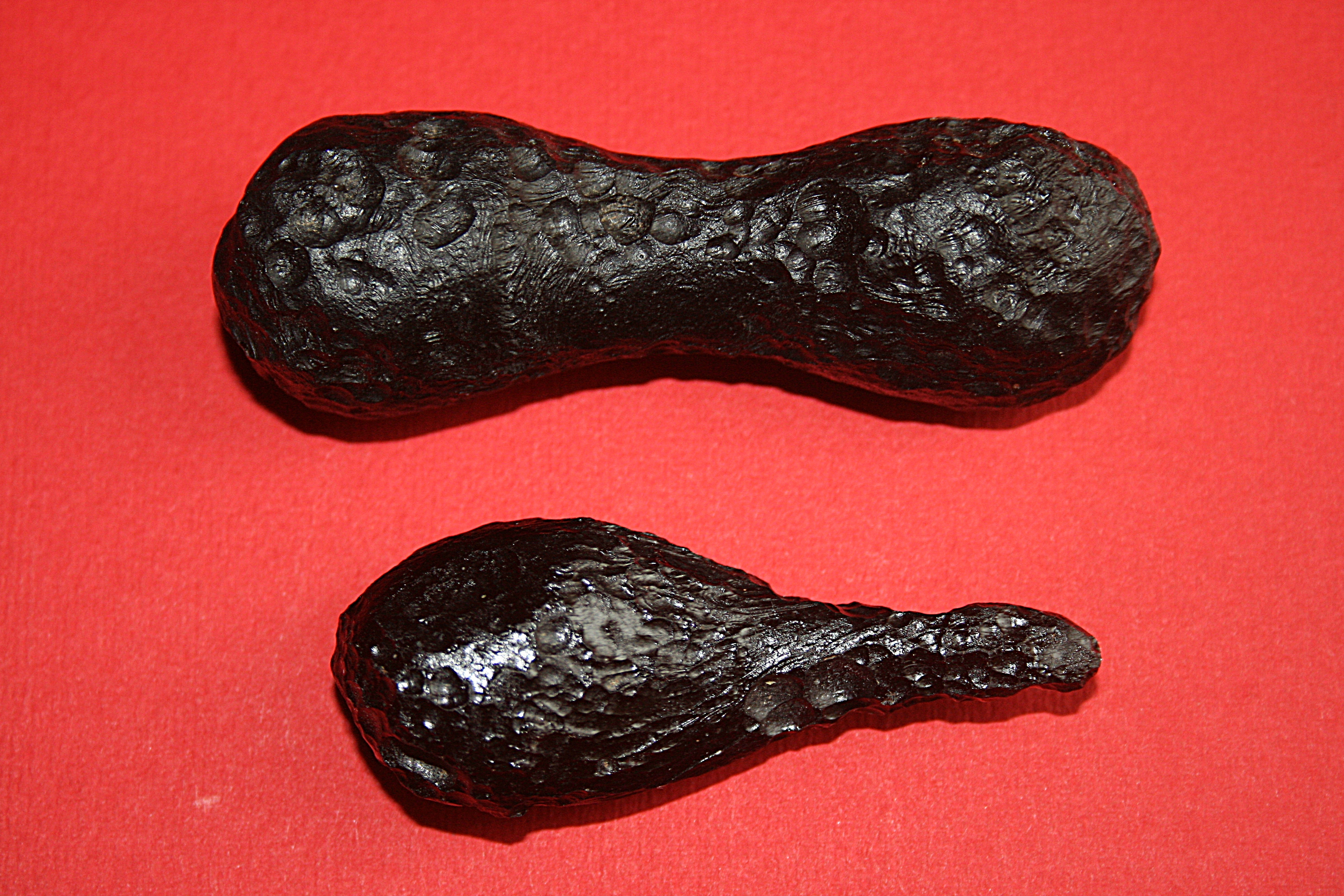
Tektites

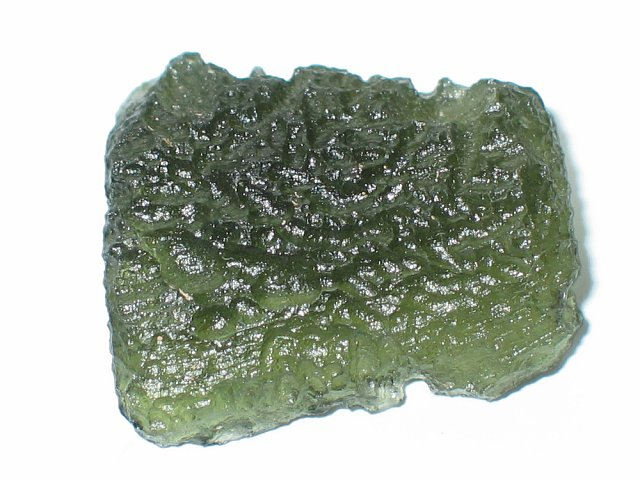
Moldavite

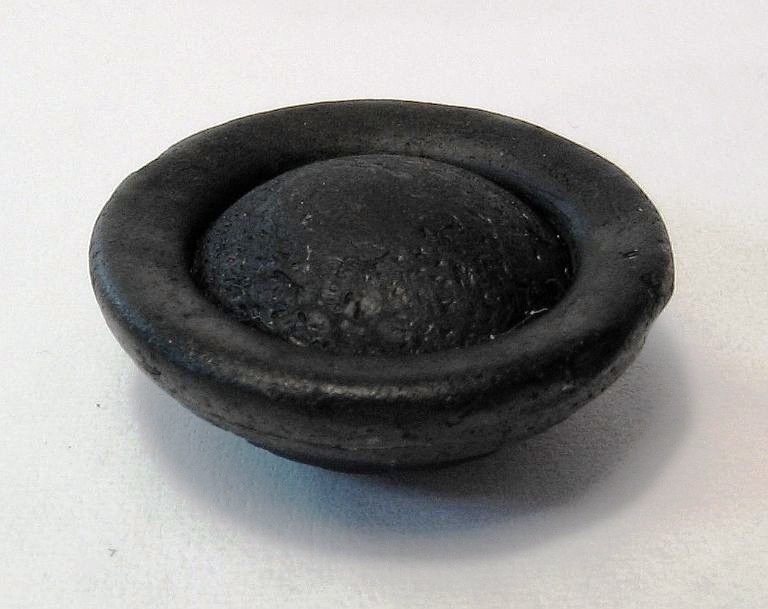
Australite

テクタイト（英: tektite、語源はギリシャ語の tektos --溶けた-- から）は、隕石衝突によって作られる天然ガラスである。成分は地球の鉱物と同じで、形状は円形のものや水滴形状のものが多いが、さまざまである。大きさは数センチのものもある。
起源については、地球で形成されたものかどうかで議論されたが、高速で衝突した巨大な隕石のエネルギーで蒸発気化した地表の石や砂などが、上空で急冷して固まったものだと考えられている。テクタイトが見られるのは、その起源から衝突クレーターの位置に関連し、また広く分布する。チェコで採集されるモルダバイト (moldavite) と呼ばれるテクタイトは、ネルトリンガー・リース（リース・クレーター）と関係するものである。

## 分類
関連する衝突クレーターによって分類されるテクタイトには次のようなものがある。
- ヨーロッパのテクタイト（ネルトリンガー・リース（ドイツ）、14.3 - 14.5 Maに落下）: 
  - モルダバイト（チェコ）
- オーストラリアとアジアに分布するテクタイト（地球上の約10%に達する最も大きい範囲に分布するが、対応するクレーターは同定されていない。ボーラウェン高原にあって、新しい溶岩堆積層に覆われたと考えられている。テクタイトの年齢は約 0.7 Maである） 
  - Australite（オーストラリア）
  - Indochinite（南西アジア）
  - Chinite（中国）
- 北アメリカに分布するテクタイト（チェサピーク湾クレーター、34 Maに落下） : 
  - Bediasite（アメリカ合衆国、テキサス州）
  - Georgiaite（アメリカ合衆国、テキサス州）
- コートジボワール（ボスムトゥイ湖クレーター、Lake Bosumtwi crater（ガーナ）、100万年前に落下）: 
  - Ivorite（コートジボワール）